# 30. Szaturnusz-gála
A 30. Szaturnusz-gála a 2003-as év legjobb filmes és televíziós sci-fi, horror és fantasy alakításait értékelte. A díjátadót 2004. május 5-én tartották a kaliforniai Sheraton Universal Hotelben. A jelöltek névsorát 2004. február 17-én hozták nyilvánosságra.

## Győztesek és jelöltek
Forrás:

### Film
| Legjobb sci-fi-film | Legjobb fantasyfilm |
| --- | --- |
| - X-Men 2. - Hulk - Lara Croft: Tomb Raider 2. – Az élet bölcsője - Mátrix – Forradalmak - A felejtés bére - Terminátor 3. – A gépek lázadása | - A Gyűrűk Ura: A király visszatér - Nagy Hal - Nem férek a bőrödbe - A szövetség - Pán Péter - A Karib-tenger kalózai: A Fekete Gyöngy átka |
| Legjobb horrorfilm | Legjobb akciófilm, kalandfilm vagy filmthriller |
| - 28 nappal később - Kabinláz - Végső állomás 2. - Freddy vs. Jason - Aki bújt, aki nem 2. - A második este - A texasi láncfűrészes - Underworld | - Kill Bill 1. - Hideghegy - Azonosság - Az olasz meló - Az utolsó szamuráj - Az eltűntek |
| Legjobb rendező | Legjobb forgatókönyv |
| - Peter Jackson – A Gyűrűk Ura: A király visszatér - Danny Boyle – 28 nappal később - Bryan Singer – X-Men 2. - Quentin Tarantino – Kill Bill 1. - Gore Verbinski – A Karib-tenger kalózai: A Fekete Gyöngy átka - Edward Zwick – Az utolsó szamuráj | - Fran Walsh, Philippa Boyens, Peter Jackson – A Gyűrűk Ura: A király visszatér - Michael Dougherty, Dan Harris, David Hayter – X-Men 2. - Alex Garland – 28 nappal később - Heather Hach, Leslie Dixon – Nem férek a bőrödbe - Andrew Stanton, Bob Peterson, David Reynolds – Némó nyomában - Quentin Tarantino – Kill Bill 1.               |
| Legjobb férfi főszereplő | Legjobb női főszereplő |
| - Elijah Wood – A Gyűrűk Ura: A király visszatér (Zsákos Frodó) - Tom Cruise – Az utolsó szamuráj (athan Algren) - Johnny Depp – A Karib-tenger kalózai: A Fekete Gyöngy átka (Jack Sparrow) - Albert Finney – Nagy Hal (Ed Bloom (idős)) - Crispin Glover – Willard (Willard Stiles) - Viggo Mortensen – A Gyűrűk Ura: A király visszatér (film)\|A Gyűrűk Ura: A király visszatér (Aragorn) | - Uma Thurman – Kill Bill 1. (A menyasszony) - Kate Beckinsale – Underworld (Selene) - Jessica Biel – A texasi láncfűrészes (Erin) - Cate Blanchett – Az eltűntek (Magdalena "Maggie" Gilkeson) - Jennifer Connelly – Hulk (Betty Ross) - Jamie Lee Curtis – Nem férek a bőrödbe (Tess Coleman / Anna Coleman)                                |
| Legjobb férfi mellékszereplő | Legjobb női mellékszereplő |
| - Sean Astin – A Gyűrűk Ura: A király visszatér (Csavardi Samu) - Sonny Chiba – Kill Bill 1. (Hattori Hanzō) - Ian McKellen – A Gyűrűk Ura: A király visszatér (Fehér Gandalf) - Geoffrey Rush – A Karib-tenger kalózai: A Fekete Gyöngy átka (Hector Barbossa) - Andy Serkis – A Gyűrűk Ura: A király visszatér (Gollam / Szméágol) - Vatanabe Ken – Az utolsó szamuráj (Katsumoto Moritsugu) | - Ellen DeGeneres – Némó nyomában (Szenilla) - Keira Knightley – A Karib-tenger kalózai: A Fekete Gyöngy átka (Elizabeth Swann) - Kristanna Loken – Terminátor 3. – A gépek lázadása (T-X) - Lucy Liu – Kill Bill 1. (O-Ren Ishii) - Miranda Otto – A Gyűrűk Ura: A király visszatér (Éowyn) - Peta Wilson – A szövetség (Mina Harker)        |
| Legjobb fiatal színész | Legjobb filmzene |
| - Jeremy Sumpter – Pán Péter (Pán Péter) - Jenna Boyd – Az eltűntek (Dot Gilkeson) - Rachel Hurd-Wood – Pán Péter (Wendy Darling) - Sosuke Ikematsu – Az utolsó szamuráj (Higen) - Lindsay Lohan – Nem férek a bőrödbe (Anna Coleman / Tess Coleman) - Frankie Muniz – ÖcsiKém (Cody Banks) | - Howard Shore – A Gyűrűk Ura: A király visszatér - Klaus Badelt – A Karib-tenger kalózai: A Fekete Gyöngy átka - Danny Elfman – Hulk - Jerry Goldsmith – Bolondos dallamok – Újra bevetésen - Thomas Newman – Némó nyomában - John Ottman – X-Men 2.                                                                                         |
| Legjobb jelmez | Legjobb smink |
| - Penny Rose – A Karib-tenger kalózai: A Fekete Gyöngy átka - Kym Barrett – Mátrix – Forradalmak - Ngila Dickson, Richard Taylor – A Gyűrűk Ura: A király visszatér - Louise Mingenbach – X-Men 2. - Janet Patterson – Pán Péter - Jacqueline West – A szövetség | - Richard Taylor, Peter King – A Gyűrűk Ura: A király visszatér - Rick Baker, Bill Corso, Robin L. Neal – Elvarázsolt kastély - Jeff Dawn, John Rosengrant – Terminátor 3. – A gépek lázadása - Ve Neill, Martin Samuel – A Karib-tenger kalózai: A Fekete Gyöngy átka - Trefor Proud, Novák Balázs – Underworld - Gordon J. Smith – X-Men 2. |
| Legjobb különleges effektek | Legjobb animációs film |
| - Jim Rygiel, Joe Letteri, Randall William Cook, Alex Funke – A Gyűrűk Ura: A király visszatér - Michael L. Fink, Richard E. Hollander, Stephen Rosenbaum, Mike Vézina – X-Men 2. - John Gaeta, Kim Libreri, George Murphy, Craig Hayes – Mátrix – Forradalmak - Pablo Helman, Danny Gordon Taylor, Allen Hall, John Rosengrant – Terminátor 3. – A gépek lázadása - John Knoll, Hal Hickel, Terry Frazee, Charles Gibson – A Karib-tenger kalózai: A Fekete Gyöngy átka - Dennis Muren, Ed Hirsh, Colin Brady, Michael Lantieri – Hulk | - Némó nyomában - Mackótestvér - Bolondos dallamok – Újra bevetésen - Szindbád – A hét tenger legendája |

### Televízió

#### Műsorok
| Legjobb televíziós sorozat | Legjobb kábeltelevíziós sorozat |
| --- | --- |
| - Angel (The WB) (Döntetlen) - CSI: A helyszínelők (CBS) (Döntetlen) - Alias (ABC) - Buffy, a vámpírok réme (UPN) - Smallville (The WB) - Star Trek: Enterprise (UPN)              | - Csillagkapu (SyFy) - Androméda (Syndicated) - Carnivàle – A vándorcirkusz (HBO) - Haláli hullák (Showtime) - Holtsáv (USA Network) - Csillagközi szökevények (SyFy) |
| Legjobb televíziós műsor | |
| - Csillagközi romboló (SyFy) - Ellen Rimbauer naplója (ABC) - Álomőrzők (ABC) - A Dűne gyermekei (SyFy) - Égi pokol (SyFy) - Csillagok háborúja: Klónok háborúja (Cartoon Network) | |

#### Színészek
| Legjobb televíziós színész | Legjobb televíziós színésznő |
| --- | --- |
| - David Boreanaz – Angel (The WB) (Angel) - Richard Dean Anderson – Csillagkapu (SyFy) (Jack O’Neill) - Scott Bakula – Star Trek: Enterprise (UPN) (Jonathan Archer) - Michael Shanks – Csillagkapu (televíziós sorozat)\|Csillagkapu (SyFy) (Daniel Jackson) - Michael Vartan – Alias (ABC) (Michael Vaughn) - Tom Welling – Smallville (The WB) (Clark Kent) | - Amber Tamblyn – Isteni sugallat (CBS) (Joan Girardi) - Eliza Dushku – Tru Calling – Az őrangyal (Fox) (Tru Davies) - Jennifer Garner – Alias (ABC) (Sydney Bristow) - Sarah Michelle Gellar – Buffy, a vámpírok réme (UPN) (Buffy Summers) - Kristin Kreuk – Smallville (The WB) (Lana Lang) - Ellen Muth – Haláli hullák (Showtime) (Georgia Lass) |
| Legjobb televíziós férfi mellékszereplő | Legjobb televíziós női mellékszereplő |
| - James Marsters – Angel (The WB) / Buffy, a vámpírok réme (UPN) (Spike) - Alexis Denisof – Angel (The WB) (Wesley Wyndam-Pryce) - Victor Garber – Alias (ABC) (Jack Bristow) - John Glover – Smallville (The WB) (Lionel Luthor) - Michael Rosenbaum – Smallville (The WB) (Lex Luthor) - Nick Stahl – Carnivàle – A vándorcirkusz (HBO) (Ben Hawkins)        | - Amy Acker – Angel (The WB) (Winifred Burkle) - Jolene Blalock – Star Trek: Enterprise (UPN) (T’Pol) - Charisma Carpenter – Angel (The WB) (Cordelia Chase) - Victoria Pratt – X csapat (Syndicated) (Shalimar Fox) - Katee Sackhoff – Csillagközi romboló (SyFy) (Kara Thrace) - Amanda Tapping – Csillagkapu (SyFy) (Samantha Carter)              |

### Házimozi
| Legjobb DVD | Legjobb speciális kiadású DVD |
| --- | --- |
| - Bionicle – A fényálarc - Anatómia 2. - Az országút fantomja 2. - Úttalan út - Frankenstein játékai - Sennen joyû                                                                   | - A Gyűrűk Ura: A két torony: Special Extended DVD Edition - A Sólyom végveszélyben: 3-Disc Deluxe Edition - Némó nyomában: 2-Disc Collector's Edition - Harry Potter és a Titkok Kamrája - Azonosság: Special Edition - A Karib-tenger kalózai: A Fekete Gyöngy átka: 2-Disc Collector's Edition |
| Legjobb klasszikus film DVD | Legjobb DVD gyűjtemény |
| - Robin Hood kalandjai - Némó kapitány - Volt egyszer egy Vadnyugat - Az éjszaka halottja - Az oroszlánkirály - Vágóhíd négy keréken                                                 | - Indiana Jones: A teljes DVD gyűjtemény - Alien Quadrológia - A Jack Ryan DVD gyűjtemény - Lon Chaney-gyűjtemény (TCM Archives) - A Mystery Science Theater 3000-gyűjtemény: Vol. 2–4 - X-Men-gyűjtemény (4 lemezes kiadás, melynek része az X-Men – A kívülállók és az X-Men 2.)                |
| Legjobb televíziós műsor DVD | |
| - Firefly: A teljes sorozat - Csillagközi romboló: A teljes sorozat - Herkules: 1-2. évad - Star Trek: Deep Space Nine: 1–7. évad - Harmadik típusú emberrablások - Wiseguy: 1. évad | |

### A jövő arca-díj
| Férfi | Női |
| --- | --- |
| - Scott Speedman – Underworld - James Badge Dale – 24 - Christopher Gorham – Jake 2.0 - A tökéletes ügynök - Jason Ritter – Freddy vs. Jason - Clayton Watson – Mátrix – Újratöltve, Mátrix – Forradalmak - Shane West – A szövetség | - Melissa George – Alias - Reiko Aylesworth – 24 - Keira Knightley – A Karib-tenger kalózai: A Fekete Gyöngy átka - Kurijama Csiaki – Kill Bill 1. - Gabrielle Union – Bad Boys 2. – Már megint a rosszfiúk, Bölcsőd lesz a koporsód - Cerina Vincent – Kabinláz |

### Különdíj
- George Pal Memorial Award: Ridley Scott
- Életműdíj: Blake Edwards, John Williams
- Dr. Donald A. Reed Award: Gale Anne Hurd
- Visionary Award: Paul Allen
- Filmmaker's Showcase Award: Eli Roth

## Fordítás
- Ez a szócikk részben vagy egészben  a(z)   30th Saturn Awards című angol Wikipédia-szócikk fordításán alapul.  Az eredeti cikk szerkesztőit annak laptörténete sorolja fel. Ez a jelzés csupán a megfogalmazás eredetét és a szerzői jogokat jelzi, nem szolgál a cikkben szereplő információk forrásmegjelöléseként.